# I Am Gay and Muslim
I Am Gay and Muslim (traduït com Sóc Gai i Musulmà) és un documental en anglès dirigit pel neerlandès Chris Belloni i rodat al Marroc.
La pel·lícula, de baix pressupost, dura 59 minuts i se centra sobre homes musulmans homosexuals. Aquest íntim documental segueix a un nombre d'homes joves gais musulmans marroquins en la seva exploració de la seva identitat religiosa i sexual. S'ha projectat a més d’una dotzena de països, inclosos els Països Baixos, els Estats Units, Ucraïna i Sèrbia, molts a través de festivals com el Festival Internacional de Cinema Gai i Lèsbic, Boston LGBT Film Festival, Beirut International Film Festival, Thessaloniki Film Festival o Faroe Islands Int'l Minority Film Festival.

## Prohibició al Kirguizstan
El 28 de setembre de 2012, el documental estava previst que es projectés també al sisè festival anual de cinema documental sobre drets humans Bir Duino ("Un món") de Bixkek, la capital del Kirguizstan. No obstant això, hores abans un tribunal local va prohibir la seva distribució perquè incita a l'«odi religiós». El director de la pel·lícula hi va assistir igualment i va parlar breument davant un públic d'unes 500 persones i després va acceptar preguntes, la majoria relacionades sobre la llibertat d'expressió. Poc després, un grup d'homes descontents hi va entrar per boicotejar-lo. Els organitzadors van interrompre la xerrada i la policia va expulsar els assistents.
La directora de Bir Duino, Tolekan Ismailova, va denunciar que dos dies abans de la projecció prevista, el Comitè Estatal de Seguretat Nacional havia actuat il·legalment obligant-la a lliurar una còpia de la pel·lícula.
Human Rights Watch va condemnar la prohibició de la pel·lícula perquè no respecta la llibertat d'expressió i va instar al govern kirguís a retirar-la.